# Пьета (фильм)
«Пьета» (кор. 피에타) — южнокорейская криминальная драма режиссёра Кима Ки Дука. Своё название получила в честь знаменитой скульптуры Микеланджело, в переводе с итальянского оно означает «милосердие».
Мировая премьера фильма состоялась на 69-м Венецианском кинофестивале, где лента получила главный приз фестиваля — «Золотого льва».  Это первый фильм корейского производства, получивший главный приз Венецианского кинофестиваля, одного из трёх крупнейших международных кинофестивалей.

## Сюжет
Одинокий тридцатилетний сеулец-женоненавистник Ли Кан До зарабатывает вымогательством денег у кустарей, задолжавших местному ростовщику. Неплательщиков Кан До калечит, имитируя несчастный случай, чтобы те могли получить страховку и отдать долг. Хотя такие садистские методы вызывают отторжение даже у самого «босса», гангстер считает себя правым, так как мерой всех вещей для него служат деньги.
Однажды Ли знакомится с женщиной, выдающей себя за его мать. Герой, не веря ей, подвергает даму различным унижениям, которые та безропотно переносит. Она ухаживает за ним, помогает ему в «бизнесе» и даже в другом его занятии. Постепенно Кан До понимает, что у него впервые появилась семья. Благодаря этому обстоятельству, а также беседам с некоторыми должниками Ли осознаёт, что есть вещи поважнее денег, и оставляет преступную жизнь.
Однако зритель понимает, что героиня — это мать одной из жертв Ли, решившая отомстить обидчикам. Она инсценирует собственное похищение, убивает алчного процентщика и бросается с крыши на глазах названого сына. Хороня женщину в назначенном ею месте, Кан До находит труп её настоящего сына, после чего приходит к жене другого искалеченного им кустаря, привязывает себя к днищу её машины, и женщина, сев за руль авто, размазывает его по асфальту, даже не заметив этого.

## В ролях
| Актёр        | Роль                  |
| ------------ | --------------------- |
| Ли Чжон Чжин | Кан До                |
| Чо Мин Су    | Ми Сун                |
| Ву Ки Хон    | Хун Чул               |
| Кан Ён Чжин  | Мён Чжа жена Хун Чула |

## История создания
На создание фильма Ким Ки Дук был вдохновлён находящейся в Ватикане работой Микеланджело «Пьета». В своём фильме режиссёр хотел показать, как из-за денег возникают социальные проблемы — рушатся семьи и происходят самоубийства. Также особое значение для режиссёра имел ручей Чхонгечхон, который протекает по Сеулу, и заводы, которые расположены по берегам этого ручья. Ким Ки Дук был заинтересован жизнью людей, которые работают на этих заводах и живут в ближайших домах. Первоначально фильм планировалось снимать в Европе и пригласить для участия известных актёров. Однако сделать этого не получилось по финансовым причинам. После этого Ким Ки Дук провёл два месяца в Японии, проводя там кастинги, однако подходящих актёров не нашёл. Затем он вернулся в Корею и сразу же нашёл актёра для главной роли. Стоимость фильма составила 100 тысяч долларов, большую часть которых вложил сам Ким Ки Дук.

## Награды и номинации
- 2012 — 4 приза Венецианского кинофестиваля: «Золотой лев», «Малый Золотой лев», «Золотая мышь», приз Назарено Таддеи.
- 2012 — Гран-при жюри Азиатско-Тихоокеанского кинофестиваля (Чо Мин Су за её актёрскую работу), а также номинация за лучшую женскую роль (Чо Мин Су).
- 2012 — приз Дубайского кинофестиваля за лучшую режиссуру (Ким Ки Дук).
- 2012 — премия «Спутник» за лучший международный фильм, а также две номинации за лучшую режиссуру и лучший оригинальный сценарий (обе — Ким Ки Дук).
- 2012 — две премии «Большой колокол»: лучшая женская роль (Чо Мин Су), приз жюри (Ким Ки Дук). Кроме того, лента получила 13 номинаций.
- 2012 — премия «Голубой дракон» за лучший фильм, а также две номинации за лучшую режиссуру (Ким Ки Дук) и лучшую женскую роль (Чо Мин Су).
- 2013 — приз за лучший фильм недели режиссёров на фестивале Фантаспорто, а также участие в секции «Восточный экспресс».
- 2013 — премия Asian Film Awards за лучшую женскую роль по мнению зрителей (Чо Мин Су), а также 3 номинации: лучший фильм, лучшая режиссура (Ким Ки Дук), лучшая актриса (Чо Мин Су).